# Hydrodynamische rem
Een hydrodynamische rem, ook wel vloeistofrem genoemd, is een type rem die wordt gebruikt in sommige diesellocomotieven. Een mechanisch aangedreven rotor pompt de olie in met het huis verbonden statorschoepen. Door variaties in de oliedruk kan de remkracht geregeld worden. De warmte in de olie wordt door een warmtewisselaar aan het koelsysteem van de motor afgevoerd. Het remvermogen wordt begrensd door de koelcapaciteit van het koelsysteem en de omwentelingen van de motor.